# Gran Galà del calcio AIC 2017

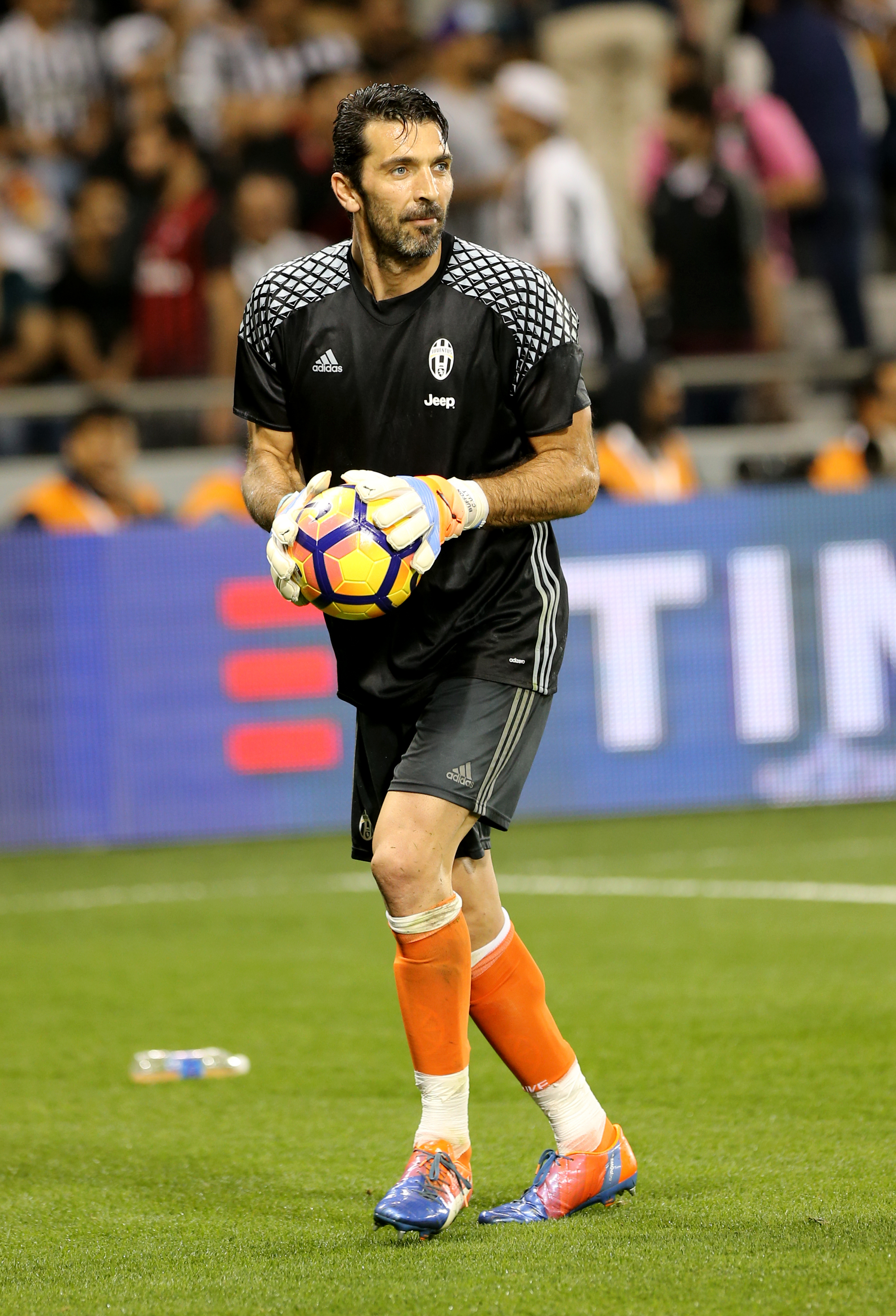
L'italiano Gianluigi Buffon, migliore calciatore assoluto al Gran Galà del calcio AIC 2017.

Il Gran Galà del calcio AIC 2017 è stata la settima edizione dell'omonima manifestazione in cui sono stati premiati, da parte dell'Associazione Italiana Calciatori, i protagonisti del calcio italiano per la stagione 2016-2017.
I riconoscimenti sono stati consegnati il 27 novembre 2017.
Protagonista dell'edizione, per il sesto anno consecutivo, è stata la Juventus premiata come miglior società e, attraverso i suoi tesserati, capace di primeggiare anche nella squadra dell'anno, con sette elementi, eguagliando il record della categoria stabilito tre anni prima, nonché nel riconoscimento riservato al miglior calciatore assoluto, Gianluigi Buffon (primo portiere a vincere la categoria).

## Vincitori
Squadra dell'anno
| Ruolo | Naz.                            | Giocatore         | Squadra  |
| ----- | ------------------------------- | ----------------- | -------- |
| P     | Italia (bandiera)               | Gianluigi Buffon  | Juventus |
| D     | Brasile (bandiera)              | Dani Alves        | Juventus |
| D     | Senegal (bandiera)              | Kalidou Koulibaly | Napoli   |
| D     | Italia (bandiera)               | Leonardo Bonucci  | Juventus |
| D     | Brasile (bandiera)              | Alex Sandro       | Juventus |
| C     | Belgio (bandiera)               | Radja Nainggolan  | Roma     |
| C     | Slovacchia (bandiera)           | Marek Hamšík      | Napoli   |
| C     | Bosnia ed Erzegovina (bandiera) | Miralem Pjanić    | Juventus |
| A     | Argentina (bandiera)            | Paulo Dybala      | Juventus |
| A     | Argentina (bandiera)            | Gonzalo Higuaín   | Juventus |
| A     | Belgio (bandiera)               | Dries Mertens     | Napoli   |

Migliore calciatore assoluto
| Piazzamento | Giocatore        | Squadra  |
| ----------- | ---------------- | -------- |
| Vincitore   | Gianluigi Buffon | Juventus |

Migliore allenatore
| Piazzamento | Allenatore     | Squadra |
| ----------- | -------------- | ------- |
| Vincitore   | Maurizio Sarri | Napoli  |

Migliore calciatore della Serie B
| Piazzamento | Giocatore      | Squadra   |
| ----------- | -------------- | --------- |
| Vincitore   | Alessio Cragno | Benevento |

Miglior società
| Piazzamento | Società calcistica |
| ----------- | ------------------ |
| Vincitore   | Juventus           |

Migliore arbitro
| Piazzamento | Arbitro        |
| ----------- | -------------- |
| Vincitore   | Nicola Rizzoli |

Calciatrice dell'anno
| Piazzamento | Giocatrice  | Squadra    |
| ----------- | ----------- | ---------- |
| Vincitrice  | Alia Guagni | Fiorentina |